# روذرفوردتون
روذرفوردتون (بالإنجليزية: Rutherfordton)‏ هي مدينة أمريكية ومركز مقاطعة روذرفورد في ولاية كارولاينا الشمالية في الولايات المتحدة الأمريكية.

## التركيبة السكانية
حدّد مكتب تعداد الولايات المتحدة بيانات التركيبة السكانية لروذرفوردتون في تعداد الولايات المتحدة. في ما يلي، التركيبة السكانية حسب تعدادي 2000 و2010.

### تعداد عام 2000
بلغ عدد سكان روذرفوردتون 4,131 نسمة بحسب تعداد عام 2000، وبلغ عدد الأسر 1,602 أسرة وعدد العائلات 1,048 عائلة مقيمة في البلدة. في حين سجلت الكثافة السكانية 387.2 نسمة لكل كيلومتر مربع (1,002.8/ميل2). وبلغ عدد الوحدات السكنية 1,765 وحدة بمتوسط كثافة قدره 165.4 لكل كيلومتر مربع (428.4/ميل2).
وتوزع التركيب العرقي للبلدة بنسبة 84.17% من البيض و13.60% من الأمريكيين الأفارقة و0.12% من الأمريكيين الأصليين و0.73% من الأمريكيين ذوي الأصول الآسيوية و0.73% من الأعراق الأخرى و0.65% من عرقين مختلطين أو أكثر و1.28% من الهسبانيون أو اللاتينيون من أي عرق.
بلغ عدد الأسر 1,602 أسرة كانت نسبة 33% منها لديها أطفال تحت سن الثامنة عشر تعيش معهم، وبلغت نسبة الأزواج القاطنين مع بعضهم البعض 48.9% من أصل المجموع الكلي للأسر، ونسبة 13.2% من الأسر كان لديها معيلات من الإناث دون وجود شريك، بينما كانت نسبة 3.3% من الأسر لديها معيلون من الذكور دون وجود شريكة وكانت نسبة 34.6% من غير العائلات. تألفت نسبة 31.5% من أصل جميع الأسر من عدة أفراد يعيشون في نفس المنزل ونسبة 16.1% كانت تتألف من شخص يعيش بمفرده يبلغ من العمر 65 عاماً أو أكثر. وبلغ متوسط حجم الأسرة المعيشية 2.33، أما متوسط حجم العائلات فبلغ 2.91.
بلغ العمر الوسطي للسكان 40.3 عاماً. وكانت نسبة 22.2% من القاطنين تحت سن الثامنة عشر، وكانت نسبة 5.9% بين الثامنة عشر والرابعة والعشرين عاماً، ونسبة 25.6% كانت واقعةً في الفئة العمرية ما بين الخامسة والعشرين والرابعة والأربعين عاماً، ونسبة 20.5% كانت ما بين الخامسة والأربعين والرابعة والستين، ونسبة 16.2% كانت ضمن فئة الخامسة والستين عاماً فما فوق. يوجد لكل 100 أنثى 87.0 ذكر، ويوجد لكل 100 أنثى في الثامنة عشر من عمرها فما فوق 82.0 ذكر.
بلغ متوسط دخل الأسرة في البلدة 37,941 دولارًا، أما متوسط دخل العائلة فبلغ 47,381 دولارًا. وكان متوسط دخل الذكور 34,592 دولارًا مقابل 23,371 دولارًا للإناث. وسجل دخل الفرد الخاص بالبلدة 21,742 دولارًا. وكانت نسبة 8.8% من العائلات ونسبة 10.8% من السكان تحت خط الفقر، وكان من هؤلاء نسبة 15.4% تحت سن الثامنة عشر ونسبة 12.6% في الخامسة والستين من العمر وما فوق.

### تعداد عام 2010
بلغ عدد سكان روذرفوردتون 4,213 نسمة بحسب تعداد عام 2010، وبلغ عدد الأسر 1,730 أسرة وعدد العائلات 1,075 عائلة مقيمة في البلدة. في حين سجلت الكثافة السكانية 394.8 نسمة لكل كيلومتر مربع (1,022.5/ميل2). وبلغ عدد الوحدات السكنية 1,987 وحدة بمتوسط كثافة قدره 186.2 لكل كيلومتر مربع (482.3/ميل2).
وتوزع التركيب العرقي للبلدة بنسبة 84.86% من البيض و10.37% من الأمريكيين الأفارقة و0.26% من الأمريكيين الأصليين و1.61% من الأمريكيين ذوي الأصول الآسيوية و1.12% من الأعراق الأخرى و1.78% من عرقين مختلطين أو أكثر و3.01% من الهسبانيون أو اللاتينيون من أي عرق.
بلغ عدد الأسر 1,730 أسرة كانت نسبة 28.6% منها لديها أطفال تحت سن الثامنة عشر تعيش معهم، وبلغت نسبة الأزواج القاطنين مع بعضهم البعض 43.6% من أصل المجموع الكلي للأسر، ونسبة 14.7% من الأسر كان لديها معيلات من الإناث دون وجود شريك، بينما كانت نسبة 3.8% من الأسر لديها معيلون من الذكور دون وجود شريكة وكانت نسبة 37.9% من غير العائلات. تألفت نسبة 34.5% من أصل جميع الأسر من عدة أفراد يعيشون في نفس المنزل ونسبة 16.6% كانت تتألف من شخص يعيش بمفرده يبلغ من العمر 65 عاماً أو أكثر. وبلغ متوسط حجم الأسرة المعيشية 2.26، أما متوسط حجم العائلات فبلغ 2.86.
بلغ العمر الوسطي للسكان 44.4 عاماً. وكانت نسبة 20.1% من القاطنين تحت سن الثامنة عشر، وكانت نسبة 7.7% بين الثامنة عشر والرابعة والعشرين عاماً، ونسبة 23% كانت واقعةً في الفئة العمرية ما بين الخامسة والعشرين والرابعة والأربعين عاماً، ونسبة 28.7% كانت ما بين الخامسة والأربعين والرابعة والستين، ونسبة 20.5% كانت ضمن فئة الخامسة والستين عاماً فما فوق. وتوزع التركيب الجنسي للسكان بنسبة 45.9% ذكور و54.1% إناث.

## أعلام
- غومر هودج
- بيتسي برانتلي
- بروس ديفيس
- غاري هيل